# Keňská hymna
Hymna Keni je píseň Ee Mungu Nguvu Yetu.

## Hymna ve svahilštině
Ee Mungu nguvu yetu
Ilete baraka kwetu
Haki iwe ngao na mlinzi
Natukae na undugu
Amani na uhuru
Raha tupate na ustawi.
Amkeni ndugu zetu
Tufanye sote bidii
Nasi tujitoe kwa nguvu
Nchi yetu ya Kenya
Tunayoipenda
Tuwe tayari kuilinda.
Natujenge taifa letu
Ee, ndio wajibu wetu
Kenya istahili heshima
Tuungane mikono
Pamoja kazini
Kila siku tuwe na shukrani.

## Překlad hymny
Bože všeho stvoření,
požehnej této zemi naší i národu,
spravedlnost ať je naším štítem a obráncem,
Nechť přebýváme v jednotě,
míru a svobodě.
V našich hranicích ať je hojnost.
Ať jeden a každý povstaneme
se srdcem silným a pravým
služba ať je naší nejčestnější snahou
A svou vlast Keňu,
bohatství nádhery,
pevni zachovejme k obraně.
A všichni svorně
spojeni společným poutem
Budujme společně náš národ
a sláva Keni,
plod naší práce,
naplní každé srdce s díkůvzdáním.